# Кенжегараєв Абен
Абен Кенжегараєв (нар. 1911, місто Перовськ Сирдар'їнської області, тепер місто Кизилорда Кизилординської області, Республіка Казахстан — ?) — радянський діяч, 1-й секретар ЦК ЛКСМ Казахстану (1937—1938). Депутат Верховної Ради СРСР 1-го скликання (1937—1946).

## Біографія
У 1927 році закінчив семирічну школу в місті Кзил-Орді. З 1927 по 1929 рік — учень школи фабрично-заводського учнівства паровозного депо станції Кзил-Орда.
У 1929—1931 роках — помічник машиніста паровоза, слюсар паровозного депо станції Кзил-Орда. Закінчив вечірню радянсько-партійну школу.
Член ВКП(б) з 1931 року.
У 1932—1933 роках — голова районної страхової каси залізниці на станції Кзил-Орда.
У 1933—1935 роках — у Червоній армії: червоноармієць 45-го окремого стрілецького батальйону в місті Бочкарьово.
У 1935—1936 роках — штатний пропагандист політичного відділу відділення залізниці на станції Кзил-Орда Ташкентської залізниці.
У 1937 році — помічник начальника політичного відділу з комсомолу Туркестанського відділення Ташкентської залізниці.
У жовтні 1937 — липні 1938 року — 1-й секретар ЦК ЛКСМ Казахстану.
У 1938—1939 роках — голова Кзил-Ординської обласної планової комісії.
У 1939—1940 роках — інструктор сільськогосподарського відділу Кзил-Ординського обласного комітету КП(б) Казахстану. У 1940—1941 роках — заступник завідувача сільськогосподарського відділу і завідувач сектору тваринництва і заготівлі тваринницьких продуктів Кзил-Ординського обласного комітету КП(б) Казахстану.
У 1941—1943 роках — 1-й секретар Чилійського районного комітету КП(б) Казахстану Кзил-Ординської області.
У 1943—1944 роках — заступник голови виконавчого комітету Кзил-Ординської міської ради депутатів трудящих.
У 1944—1945 роках — завідувач сектору кадрів партійно-комсомольських організацій відділу кадрів Талди-Курганського обласного комітету КП(б) Казахстану.
У 1945 році — 3-й секретар Талди-Курганського міського комітету КП(б) Казахстану.
У 1945—1947 роках — 2-й секретар Меркенського районного комітету КП(б) Казахстану Джамбульської області.
Подальша доля невідома.